# Bakuman (film)
Bakuman. (バクマン。) è un film del 2015 diretto da Hitoshi Ōne.
La pellicola giapponese live action è stata prodotta da Minami Ichikawa e sceneggiata dallo stesso regista Hitoshi.
Racconta la storia di due giovani artisti mangaka che cercano di entrare nel mondo estremamente competitivo dei manga in Giappone.
Il film vede come protagonisti Ryūnosuke Kamiki, Nana Komatsu, Takeru Satō, Hirofumi Arai e Lily Franky con la musica del gruppo Sakanaction; è basato sul manga omonimo ideato da Tsugumi Ōba. Alla sua uscita nelle sale è stato presentato al Festival del film giapponese tenutosi a Sydney e Melbourne.

## Trama
Compagni di classe della stessa scuola Moritaka e Akito, il primo un illustratore e l'altro uno scrittore, decidono di unire le proprie forze per creare un manga di successo. Moritaka desidera impressionare una compagna, Miho, alla quale promette di permettergli di fare la voce fuori campo per un eventuale adattamento anime, una volta che il manga sia divenuto abbastanza famoso. Entrambi vincono un importante premio e prendono posto alla Weekly Shōnen Jump, un importante editore di fumetti.
I due fanno amicizia con un gruppo di 4 creatori di manga che hanno partecipato a una competizione insieme. Quando il loro rivale Eiji li supera nella competizione, promettono di diventare al più presto migliori di lui. Entrambi alla fine vengono serializzati, presi sotto l'ala protettrice del loro editore Akira, anche se la situazione è resa complicata da una relazione imbarazzante con il capo redattore Lily. I due giurano di battere il loro rivale Eiji per essere i primi ad arrivare in cima alla classifica delle vendite.

## Riconoscimenti
Bakuman. ha ricevuto 5 candidature e 2 premi ai Japan Academy Awards del 2016, oltre al premio popolarità.
- 2016 – Awards of the Japanese Academy
  - Miglior montaggio a Yasuyuki Ozeki
  - Miglior colonna sonora a Sakanaction
  - Premio popolarità
  - candidatura per la Miglior regia a Hitoshi Ōne
  - candidatura per la Miglior art direction a Yuji Tsuzuki
  - candidatura per i Miglior effetti sonori a Shinji Watanabe